# 释迦牟尼
释迦牟尼，本名悉達多·喬達摩（梵文：Siddhārtha Gautama）（前623／563／480年—前543／483／400年），古印度地区思想家，佛教的奠基人。释迦牟尼出生於藍毗尼（今尼泊爾南部附近的王族家庭），為刹帝利種姓。佛教傳入東南亞後，信眾多稱釋迦牟尼為佛祖。
佛教認為释迦牟尼是世間最尊貴者，弟子與信徒常以世尊稱呼释迦牟尼。但正統佛教徒認為，佛陀不是神明，並非宗教意義上的神，因為諸佛都本來自人，只是覺悟了而已，一些教典如《增壹阿含經》也宣稱：「諸佛世尊皆出人間，非由天而得也。」而《法華經》更宣稱：「眾生皆可成佛。」因此，佛教被一些人認為認可無神論。但隨著佛教教義東傳，在中國發展歷史悠久，逐漸形成「漢傳佛教」，更於魏晉南北朝時受到當權者大力宣揚，上至皇帝下至臣民都普遍信奉佛教。北魏甚至把天子的外表融入至佛像的外形之中，南梁武帝更因信奉佛教一事而多次捨棄皇位並出家為僧。到了魏晉南北朝末年，由於漢傳佛教與民間宗教互相影響，因此佛教所豊敬的阿梨耶基本上已經被神格化。在清朝末年，佛祖已經被釋家及百姓視為能夠保佑他們和使他們成為金仙以前往西天世界享受福樂的大覺金仙。這一觀點與原始佛教的觀點非常不同。 
佛又稱如來，在佛典中被認為是教化我世界之佛，故稱我佛，也被尊稱為本師佛，自明朝時期起，漢地尊稱释迦牟尼為如來佛祖或如來佛，而在清朝時期，滿族人稱释迦牟尼為佛爺。

## 傳統姓名釋義

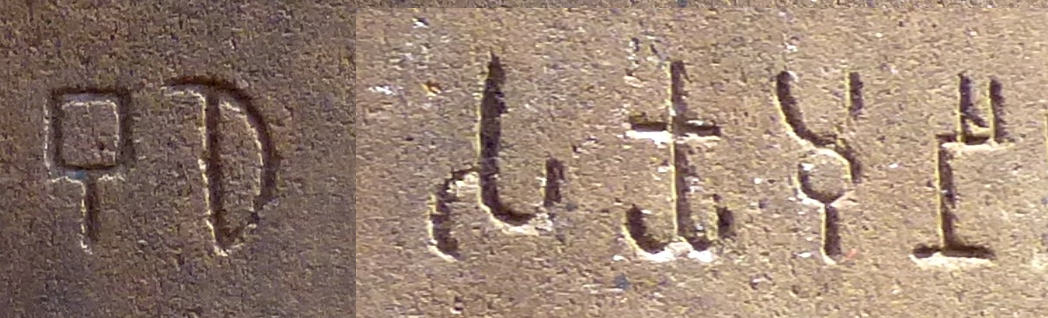
婆羅米文“佛陀”和“釋迦牟尼”，阿育王石柱法敕

喬達摩（梵語：Gautama，Gotama）又音譯作瞿曇、喬答摩，是釋迦族的姓氏，傳統上認為這是釋迦牟尼佛的姓，源自释迦族祖先喬達摩仙人的名字，其在劫比羅城和天示城等的族裔稱為释迦族。《梨俱吠陀》作者之一左天大仙（Vāmadeva）之父是七仙人之乔答摩仙人，有傳說釋迦族或與之有關。
釋迦族的姓氏除了「喬達摩」、「日種」、「甘蔗種」之外，《佛本行集經》還記載有個稱呼是「奢夷耆耶」，以住處為姓故稱「舍夷」。
悉達多（梵文：Siddhārtha，Siddhāttha）或譯悉達陀、悉達，意思是「吉財」、「吉祥」、「一切功德成就」，又作「薩婆曷剌他悉陀」（梵文：Sarvārthasiddha），意為「意義成就」或「一切義成」，這是釋迦牟尼佛的名字。佛陀傳記中，淨飯王還為他起了其他的名號如「天中天」和「千象力」等，佛陀證道後不希望人們仍以俗世時名號稱呼如來。
釋迦牟尼是後人對佛陀的尊稱。「釋迦」是他所屬的部族釋迦族的名稱，有「能」、「勇」的意思；「牟尼」又音译为「文」，意為「仁」、「聖贤」、「禁欲修道僧」、「寂默」，所以又譯作「能仁寂默」、「釋迦文佛」、「能仁佛」等。按古印度傳統，「牟尼」是當時對出家乞食、離欲修道、修行成就者的稱謂，在《梨俱吠陀》的誦詩中，曾經記載一種出家修行者，稱為「牟尼」，他蓄長髮、著褐色的髒衣、可以飛行空中，喝飲毒汁而無恙。「釋迦牟尼」可意譯為「來自釋迦族的修行成就者」、「釋迦族的聖人」。
此外，大乘佛教對他又有不同的尊稱，如《華嚴經》中又稱他為毘盧遮那佛，毘盧遮那是光明遍照的意思，俗謂大日如來。依照大乘佛教不同派系的見解，或認為毘盧遮那佛是法身佛，釋迦牟尼佛為應化身，而報身稱為盧舍那佛。

## 生平事跡
釋迦牟尼佛的生卒年，未記載於佛教前四次結集的早期三藏中，歷來眾說紛紜，詳見後文傳統記載和考證研究章節。早期三藏中也未包括佛生平的專門記載，經藏中的佛经缘起部分，偶有些似传记的叙述，而佛陀傳記原型以《譬喻經》形式收錄在《律藏》中；佛陀言行和教法是經律记录的重心，佛陀本人的生活同教义并不太牽連，并未引起三藏結集者的重视。在佛教廣為流行後，佛教徒对佛陀的卓越人格逐渐发生兴趣，《本生經》和部份《譬喻經》從《律藏》中輯出編入《雜藏》或《經藏》，而更详尽的叙事文字遂在流行经典和变化多端的传说中而有所阐述。最早的佛陀生平傳記，是佛陀灭度六百年後马鸣菩薩所著的《佛所行讚》（《佛本行經》），大乘佛教的佛陀傳記有《佛本行集經》、《普曜經》和《方廣大莊嚴經》。
2013年《美国国家地理》在尼泊尔蓝毗尼新近考古發現约前550年的古迹，认为释迦佛的生活年代在西元前6世纪，出生年可能比人们认知的还要早。

### 入胎

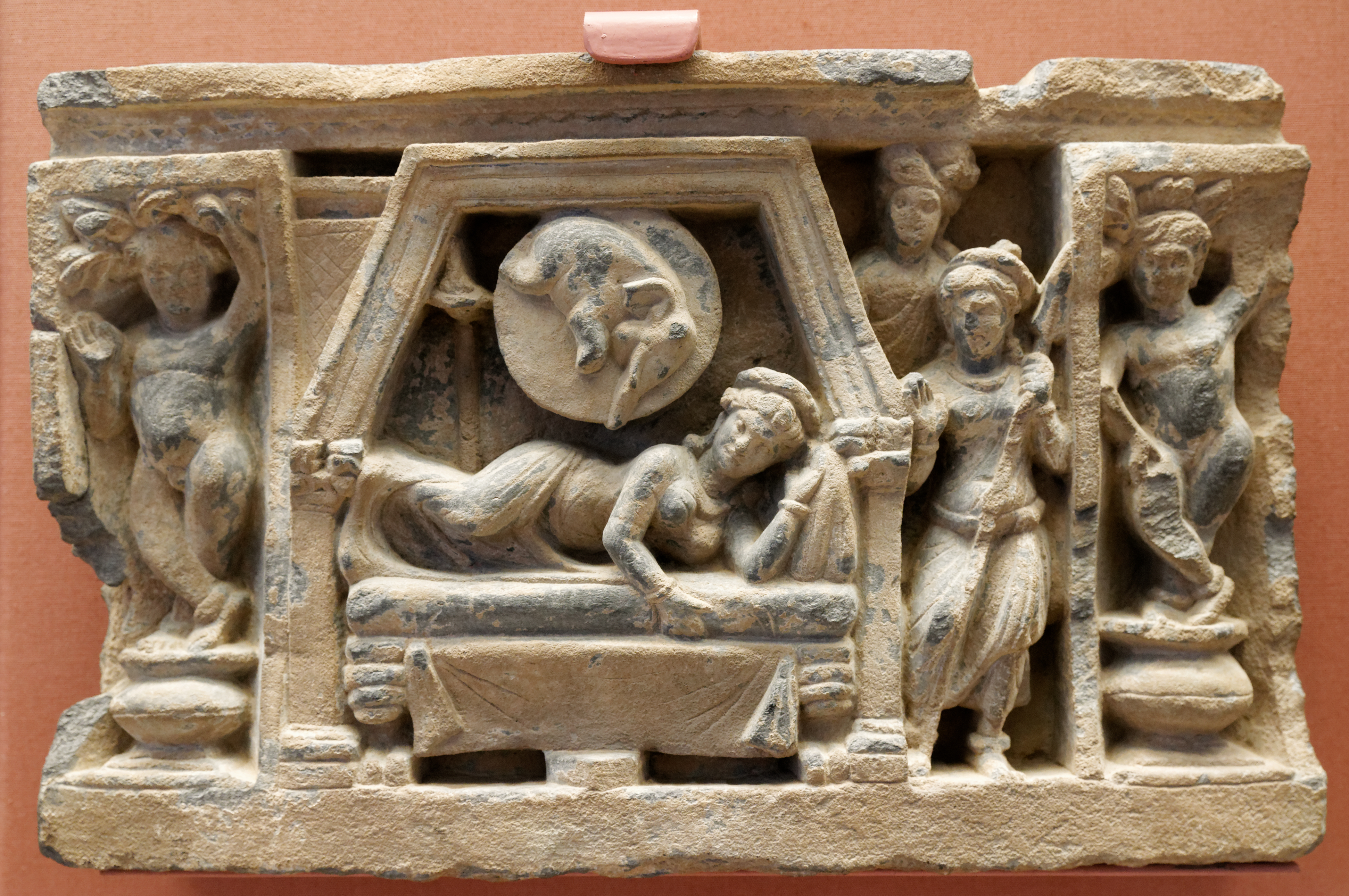
白象入胎

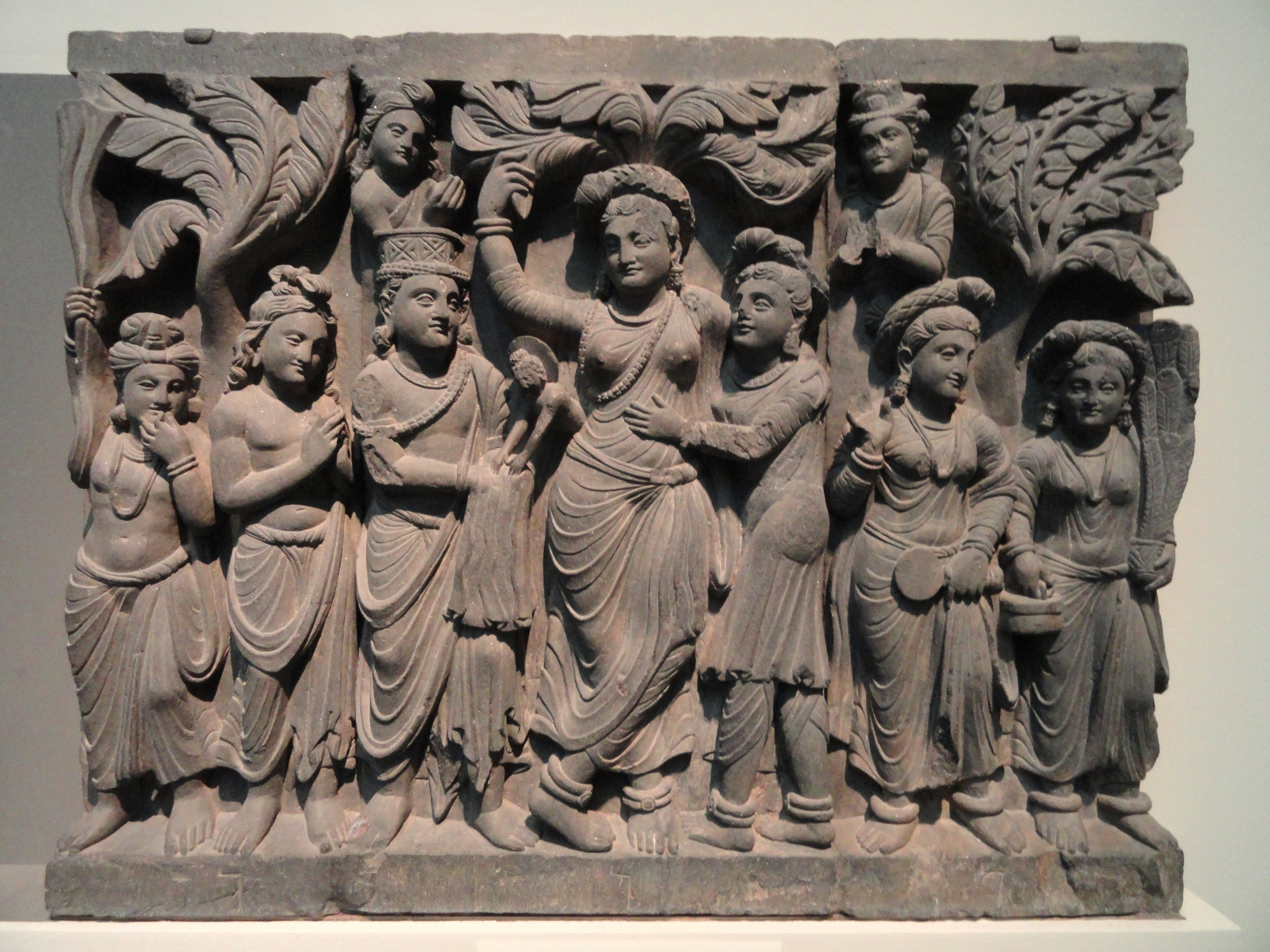
菩薩誕生

佛在世時，印度北部有十六大國，有傳說稱剎帝利種姓的共同祖先是劫初時諸有情公選的「大同意王」（摩訶三末多王），釋迦族屬剎帝利種姓，統治了東北部邊緣的一些城邦及聚落，這些小國以憍薩羅為宗主國，释迦牟尼即出生于釋迦族統治的迦毗羅衛國。釋迦牟尼的父親是劫比羅城淨飯王，他先後娶天示城善悟王女兒「大幻化」和「幻化」為妻，釋迦牟尼為「大幻化夫人」（摩耶夫人）所生。

根据《八十誦律》等記載，釋迦牟尼佛入胎時摩訶摩耶夫人做了四種夢：
|  | 一者、見六牙白象來處胎中。二者、見其自身飛騰虛空。三者、見上高山。四者、見多人眾頂禮圍繞。 |

摩訶摩耶夫人將此事奏告淨飯王。淨飯王召集了些相師婆羅門，請他們解夢。他們回答：「王大夫人必當生男，具足三十二丈夫之相，莊嚴其身。若紹王位，當乘金輪，伏四天下。若出家修道，證法王位，名聞十方，作眾生父。」

### 誕生
根據《八十誦律》、巴利文《中部·希有未曾有法經》和《長部·大本經》記載，摩耶夫人在其父王的蘭毘尼園無憂樹下，站立生下了釋迦牟尼。《中阿含經·未曾有法經》和《長阿含經·大本經》有佛從母右脇出生的說法。
於此有一傳奇，悉達多太子誕生後向四方行七步，環顧四週，說出「天上天下，唯我獨尊」之偈句。
仙人阿私陀，在听闻太子出生后，立即来到王宫。阿私陀以天眼通观其未来，起初面露微笑，但一会之後，却又显出悲伤。一旁围观的人都被他的怪异神情弄得不知所措。他解释说，他微笑是因为太子必定觉悟成佛；他悲伤是因为他自己不久于人世，往生无色界，如此他就无法由觉者過人的智慧中得益。

### 早年生活

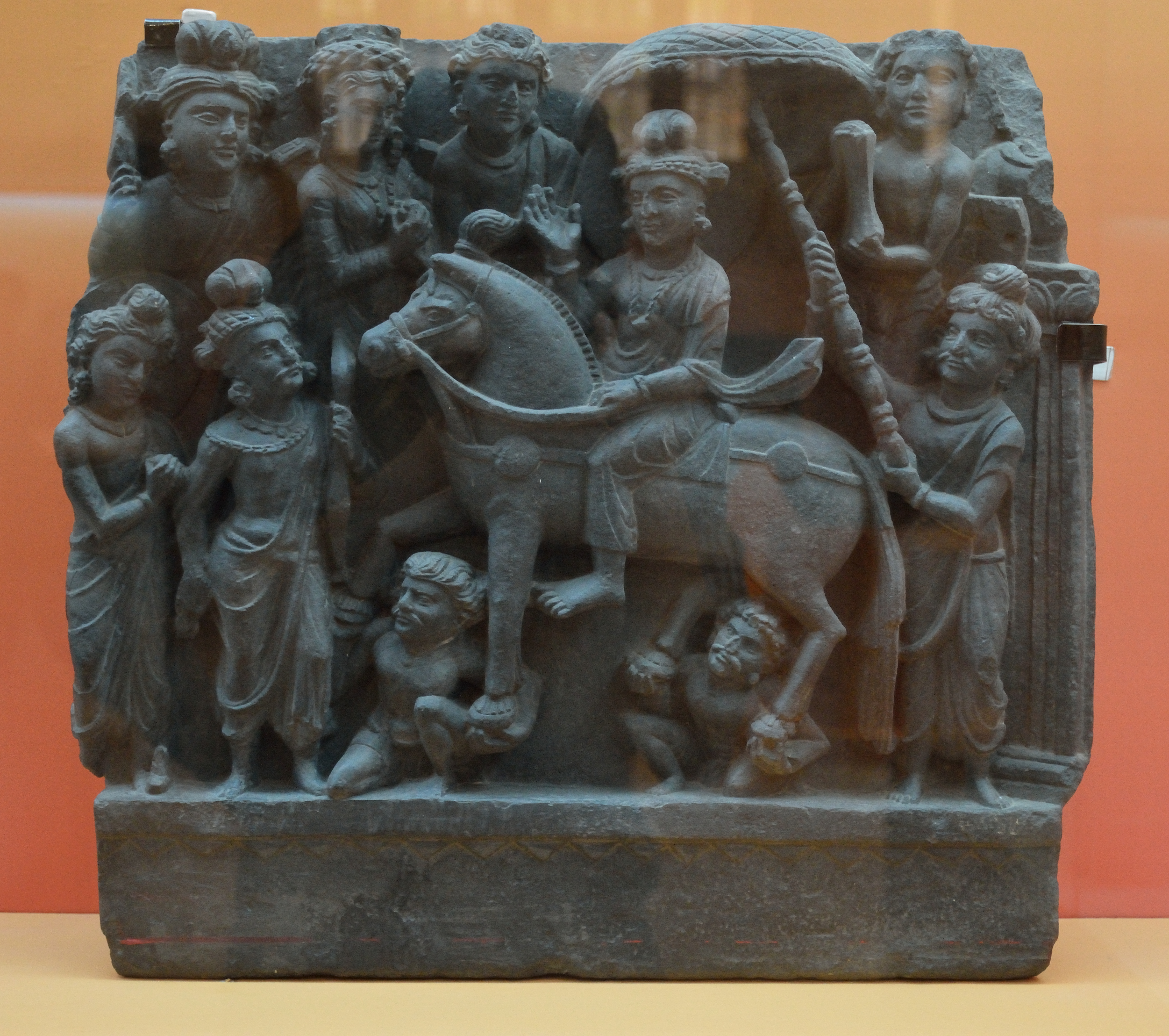
出家逾城

釋迦牟尼降生七日，母親摩耶夫人過世，升上忉利天，於是佛大放光明，祝福母親，而天龍八部皆奔來朝拜釋迦牟尼、緬懷摩耶夫人，故稱佛顯日。並由摩訶波闍波提（Mahāprajāpati Gautamī，也譯為「大愛道·瞿曇彌」）撫養成人，有說只稱「乳母」撫養未具姓名。大乘佛教中的佛陀傳記說大愛道·瞿曇彌是佛陀的姨母。
他從八歲開始，向毘奢婆蜜多羅學習文化，向羼提提婆學習武藝，從小在宫中過著舒適的生活。成年後，為他建了春、夏、冬三幢宮殿，《佛本行集經》等記載他有三位夫人，第一夫人是釋種女耶輸陀羅或瞿夷，並與她生有一子羅睺羅。自16歲娶妻，在差不多13年的幸福婚姻期間，他過着在一般人眼中看似舒适且豪華的生活。也正因为如此，他的感受与一般人也是不一样的，對自己对世界会有更多更深的困惑与不安。

### 出家修行

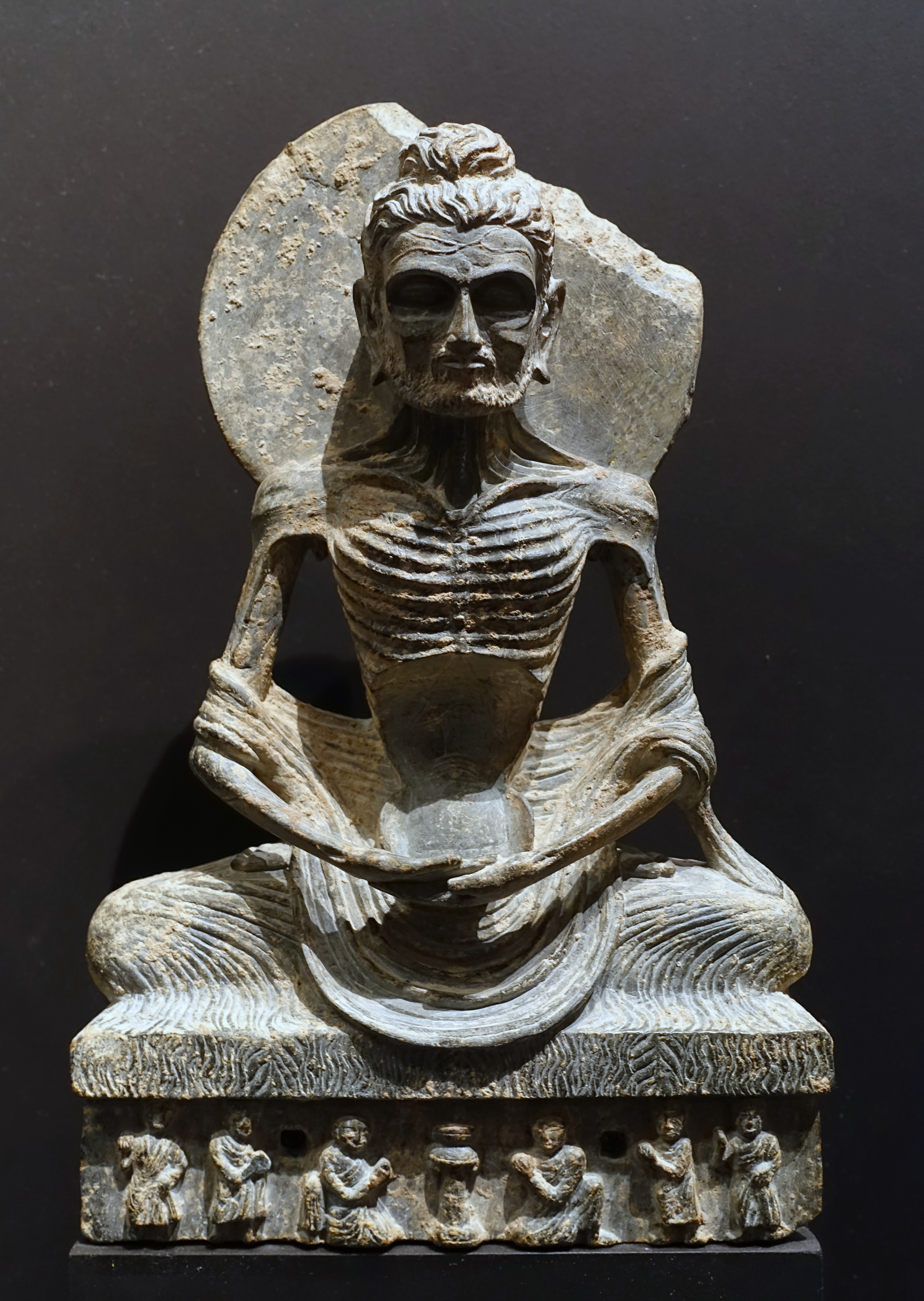
六年苦行

29歲那年是釋迦牟尼一生的轉捩點，他的兒子羅睺羅在那年出生。釋迦牟尼外出巡游时，恰遇老人、病人、死者和修行者，深感人間生老病死的苦惱，人稱四門之遊，釋迦牟尼經常在閻浮樹下沉思，但是不得離苦之道，於是在29歲時的某個月夜乘馬出家修道。
釋迦牟尼為了尋求解脫，遍訪名師，遇阿羅邏伽藍。阿羅邏为數論派上師，釋迦牟尼要求按照阿羅邏伽藍的教义和教规过梵行生活。这种教义主张通过一系列禅定功夫，达到无所有处定的禪定狀態（以色空識三者均無所有故名）。不久释迦牟尼达到了阿羅邏所教導的一切，使阿羅邏嘆服不已，建議釋迦牟尼一起領導他的沙門團體。然而釋迦牟尼卻不滿足於這種學説而選擇退出。仍未成道的他接著又跟隨鬱陀羅摩子修行，得到非想非非想處定（又譯作非有想非無想定）的禪定狀態。但是他認為這仍然不是解脫的境界，然而释迦牟尼已經找不到老師。

### 悟道成佛

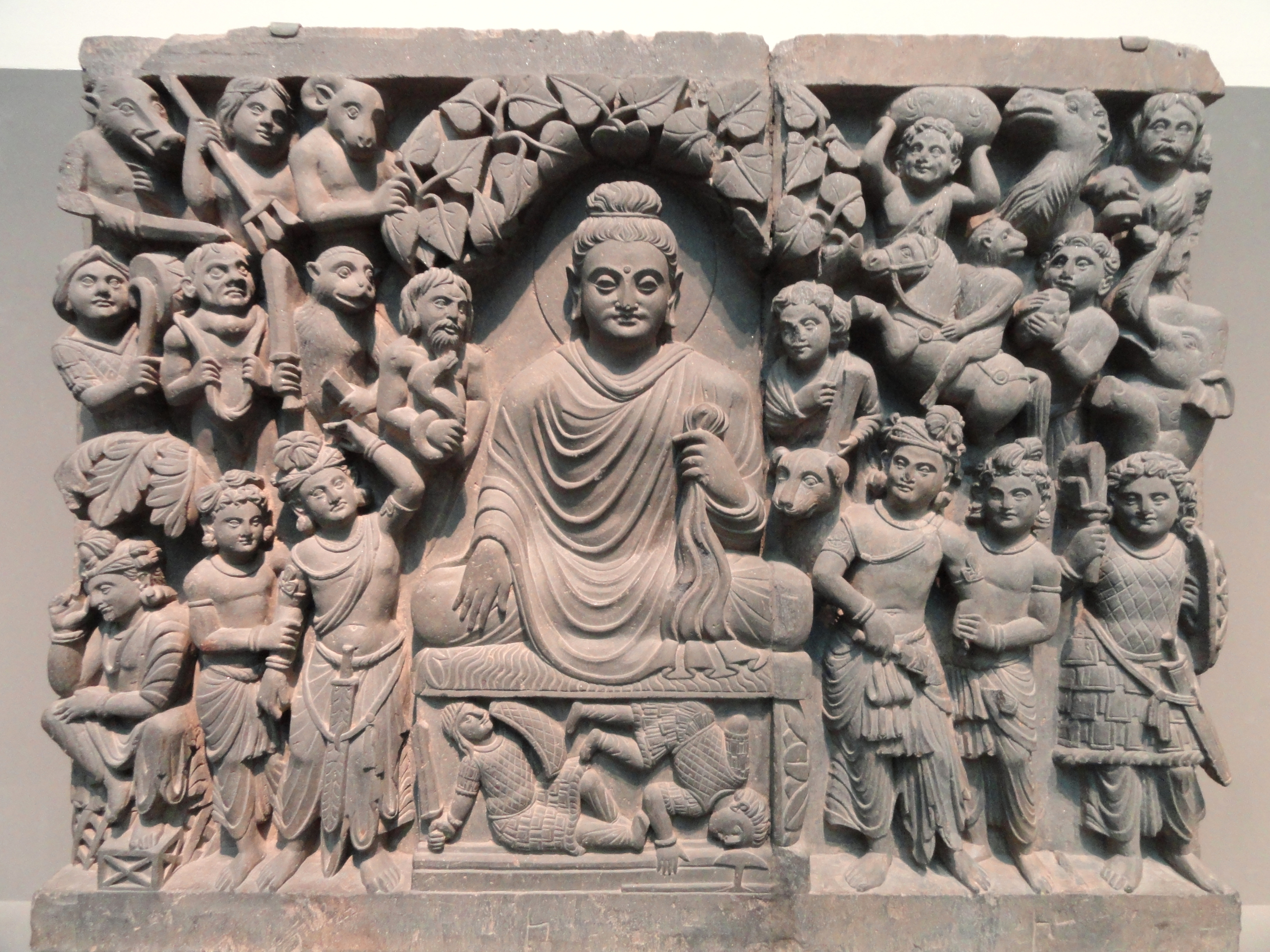
證道成佛

於是釋迦牟尼與五比丘在苦行林中修苦行6年，忍受饥饿痛苦。在一次苦行中昏倒了，巧遇一位牧羊女供養了羊乳後恢復精神體力，便意識到苦行無法達到解脱，修行應取中道而修。於是便轉往菩提伽耶，於菩提樹下舖設吉祥草，跏趺而座。上座部佛教《南傳菩薩道》記載，釋迦牟尼於座上下定決心發願道：「且讓我剩下皮，且讓我剩下腱，且讓我剩下骨頭，且讓我的血肉乾枯。除非能證悟一切知智，否則我絕不從此座起身。」依《南傳大藏經》記載，釋迦牟尼入四種禪，得三明，現觀四谛與十二緣起而成無上正等正覺。
北傳佛教說，釋迦牟尼發願不成正覺，永不起身。直到了第七日中的第七夜，天正曉明，瞻望明星而悟道。悟得三明与四谛，證得無上正等正覺，而成為佛陀。

### 传播佛教

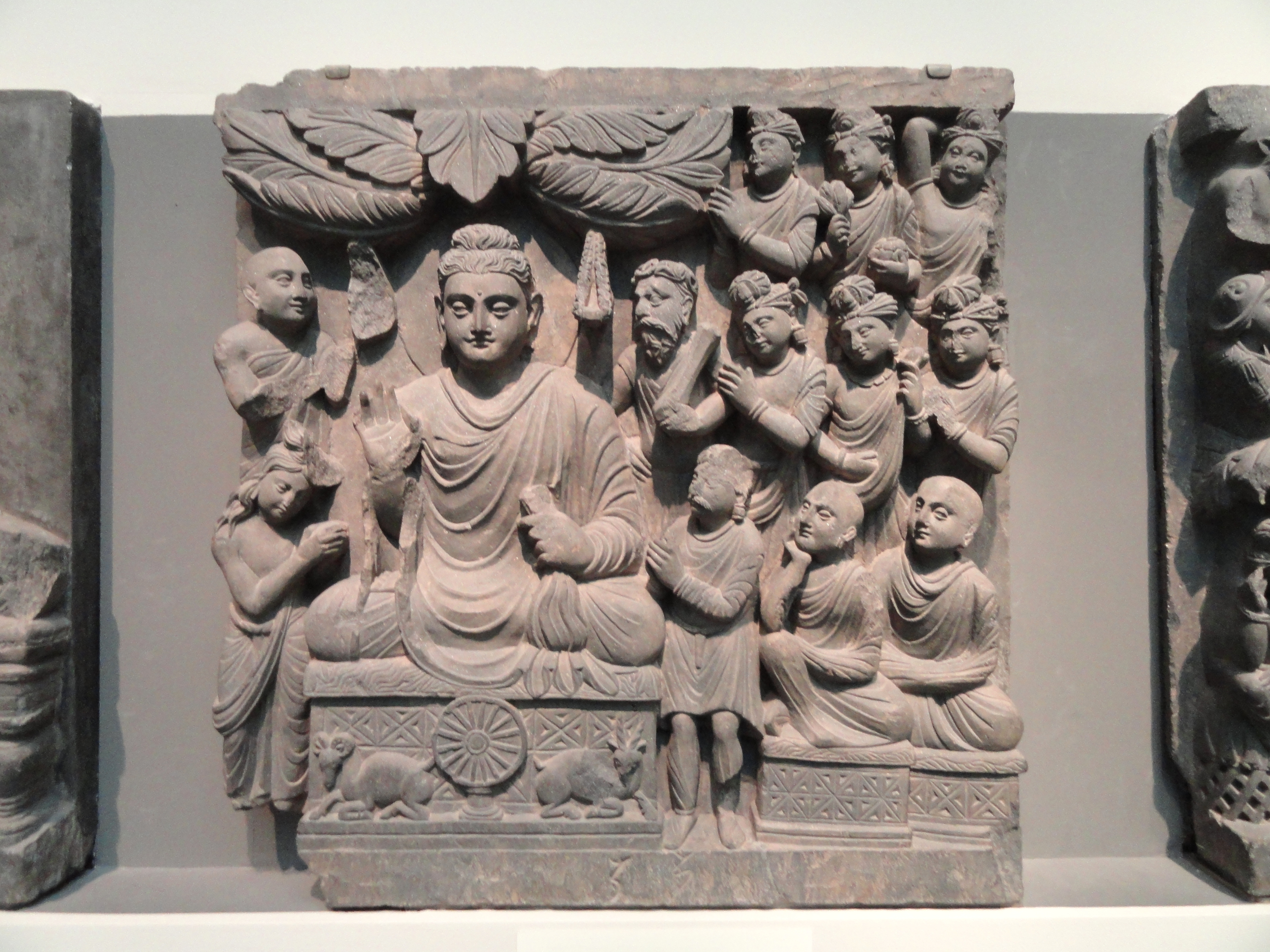
鹿野苑教化五比丘

釋迦牟尼悟道成佛之后，在鹿野苑开始傳教（佛教稱初轉法輪），为憍陈如等五比丘宣说「四聖谛」，「八聖道」，「無我相經」，此為出家僧團的開端。後來波羅奈國長者之子耶舍，與其他四位友人，一同加入僧團，成為佛陀弟子，隨後城中其他豪族有五十人也加入，僧團在此擴張，也開始有了在家居士的護持，耶舍的父母，成為僧團第一位優婆塞、優婆夷。舍利弗、目犍連在聽到馬勝比丘說法後，率二百弟子加入僧團；隨後迦葉三兄弟率領一千名弟子加入，佛陀的千二百五十弟子常隨遊行，是釋迦牟尼佛陀僧團的骨幹，又稱常隨、常隨眾。
佛陀的教團以此為中心，逐漸擴大教化。淨飯王聽到佛陀的消息，派遣侍者前往，邀請佛陀回國說法。釋迦族的貴族子弟，如富樓那尊者、阿難陀、提婆達多、難陀等人，紛紛加入僧團。此后說法住世四十五年，度化了许多弟子，其中著名的有大迦葉等。他為了度化眾生，走遍印度各地，以摩揭陀、憍薩羅、拔沙三國為中心，曾在舍衛城祇園精舍說法25年。

### 三转法轮
阿含經中記載釋迦牟尼佛在波羅奈國鹿野苑「轉法輪」說四聖諦，以示轉（初轉），教轉（二轉），證轉（三轉），三次宣說四聖諦，稱為三轉法輪。
而大乘佛教認為釋迦牟尼佛在色究竟天先說《華嚴經》，但此了義之教甚難領會，所以佛陀漸次成熟不同根性的眾生的善根，使眾生入於佛乘。在《解深密經》中即說明佛在人間「初轉法輪」先從四聖諦（即苦集滅道）開始，說明眾生的流轉到煩惱的還滅；此系列的經典為《阿含經》。「第二轉無相法輪」，藉由體解世間一切法皆空無自性，認知到煩惱生死和涅槃是不二的。因此在升起悲憫眾生的大慈悲心同時，有能力不住於涅槃，直至成佛以前不證入實際，能在無數阿僧祇的時間中利益眾生，使其入於無餘涅槃；此階段的經典為《大品般若經》及《小品般若經》。有些眾生不了解甚深空性，佛陀便對無自性再分別解釋，「第三轉善分別法輪」的《解深密經》、唯識方廣諸經、《如來藏經》、《妙法蓮華經》，以更顯了的方式說明般若經等開示的「一切法無生無滅，本來寂靜，自性涅槃」。對「未種善根，未清淨障，未成熟相續，未多修勝解，未能積集福德、智慧二種資糧」的眾生看來，這道理深而又密，所以必須以方便解釋一番，才能淺顯明了，能信能解，究竟了義。

### 進入涅槃

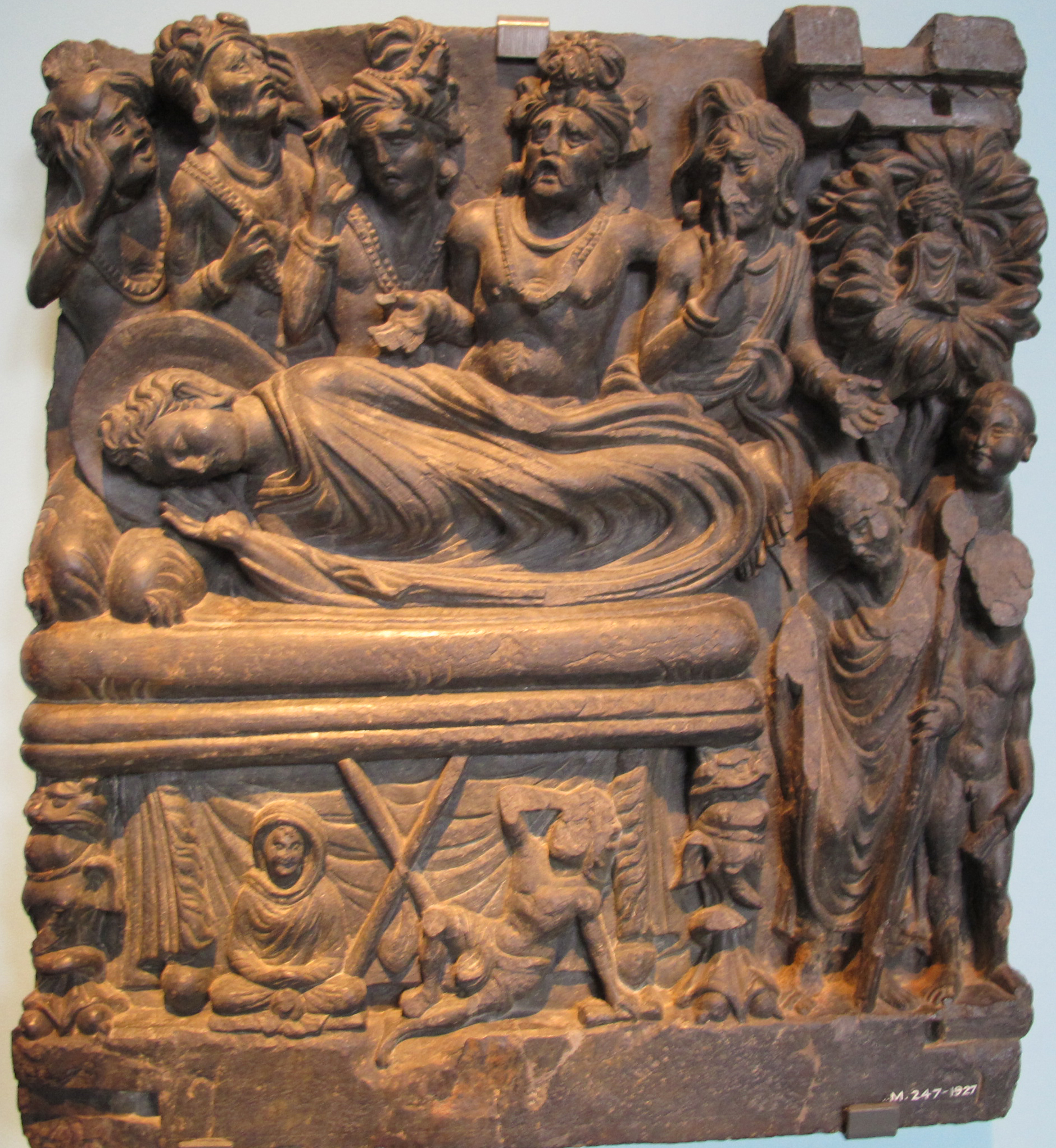
佛陀般涅槃

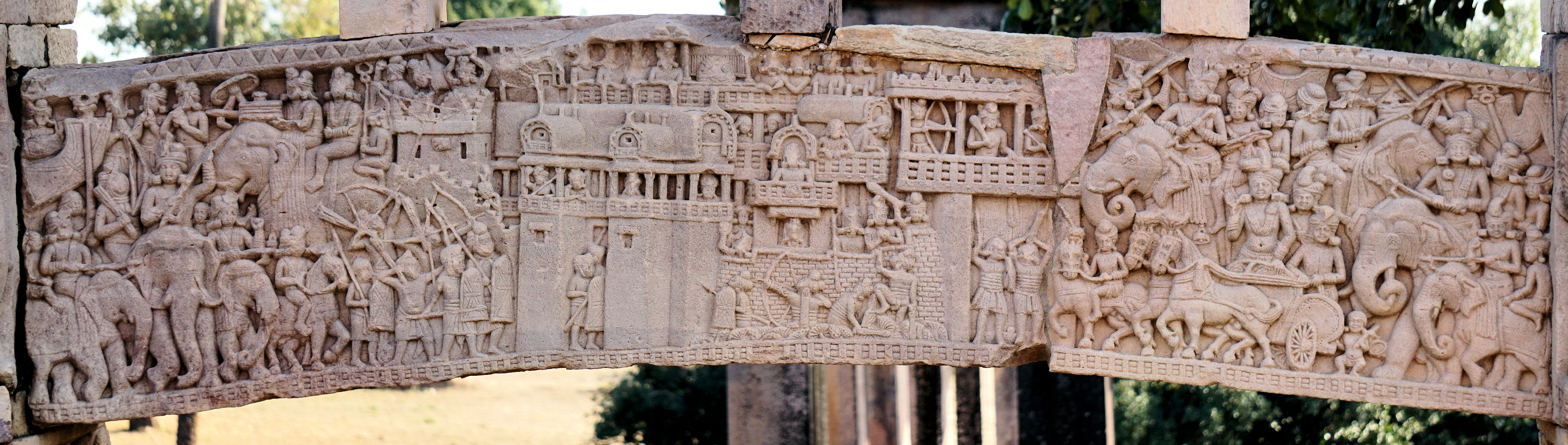
八王分舍利

佛陀八十歲时在毗舍离城坐雨安居，宣布將在三個月後進入入滅（般涅槃、涅槃、圓寂），偕弟子向西北行走，後食用鐵匠純陀（又譯准陀、真達、周那）供养的世間奇珍栴檀樹耳（Sukara-maddava），重病發作（南傳佛教記載為痢疾，北傳佛教記載為背痛）。释迦牟尼口渴，让阿难去给他打水喝。释迦牟尼佛喝完，同弟子们继续向前走。走到拘尸那揭罗醯连尼耶跋提河的岸边，佛告知弟子们将入涅槃，命阿难在娑羅雙樹中间铺下卧具（《雜阿含經》記載為“繩床”），头部向北，佛陀躺下，向右侧偃卧，左足置右足上，弟子們都守候在身邊，聆聽佛陀的最後教誨。夜裡須跋陀羅（Subhadra）去求佛開示，成為佛陀的最后弟子，並在佛陀涅槃之前先行早一步圓寂，佛陀最後於拘尸那揭羅城附近的娑羅雙樹下涅槃。火化後的舍利由摩揭陀國王阿闍世和释迦族等八王帶回建塔（即舍利塔）供養。

### 弟子
佛陀在世說法時，有著名的十大弟子，他們是：摩訶迦葉（頭陀第一）、目犍連（神通第一）、富樓那（說法第一）、須菩提（解空第一）、舍利弗（智慧第一）、羅睺羅（密行第一）、阿難陀（多聞第一）、優波離（持律第一）、迦旃延（論議第一）、阿那律（天眼第一）。比丘尼眾中的佼佼者，則有大愛道比丘尼、蓮花色比丘尼、差摩比丘尼等。

### 身后事迹
在佛涅槃後的坐雨安居，摩訶迦葉率五百大阿羅漢，在王舍城外集會合誦經典；由持戒第一的優波離誦出律藏，由多聞第一的阿難陀誦出經藏。經過大眾認可，這是佛教的第一次結集。此後弟子們陸續彙集、整理佛陀一生的言傳身教，又通過多次結集，形成經、律、論「三藏」。佛教在印度孔雀帝國阿育王時代傳遍印度全境並對外傳播至斯里蘭卡、金地等地。
關於釋迦牟尼佛基本的教義，後世有許多不同的見解，但是無論是大乘佛教、部派佛教都同意保存在《阿含經》中的四聖諦、八正道、十二因緣、三十七道品等，是釋迦牟尼最初的教義。
西元十二世紀後佛教在印度本土絕跡，隨著現代佛法傳播範圍的日益擴大，佛教逐漸成為全球宗教。

### 紀念日
南傳佛教訂定的佛誕與涅槃日為同一日（衛塞節），在新曆五月的滿月，一般即農曆四月十五日。
漢傳佛教地區，一般將佛誕日定在農曆四月初八，將佛出家日訂為二月初八，佛成道日訂為十二月初八，佛滅日（佛涅槃日）則為二月十五。日本與朝鮮半島的佛誕節可說源於中國佛教，一般基本上沿用了四月初八的說法。
漢傳佛教稱四月十五日為「佛顯日」或「佛吉祥日」，認為佛在出生七日時，顯示種種祥瑞，而天龍八部紛紛奔來聚會供佛，屬於佛誕的餘緒，通常與佛誕合併慶祝，而不獨立慶祝。
朝鮮半島地區的燃燈會，在每年的農曆四月初八前的周末，用以慶祝釋迦牟尼佛的誕辰。

## 生卒年传统記載
釋迦牟尼佛的生卒年未記載於佛教前四次結集的早期三藏中，歷來眾說紛紜。

### 南傳佛教
南传佛教作西元前624年至前544年，或西元前623年至前543年。
南傳上座部佛教中，錫蘭、緬甸傳說，釋迦牟尼入滅於西元前544年；暹羅、高棉，傳為西元前543年。依《菩提伽耶碑記》，有人認為佛滅應為西元前546年。

### 漢傳佛教
出後漢書列傳七十八，案漢法本內傳記載，佛陀出生為周昭王即位二十四年甲寅歲四月八日，壬申之年十九出家。在漢統師記載，佛十九出家。當周昭王四十二年壬申之歲。佛入涅槃，壬申之年二月十五日，當周穆王五十二年壬申之歲。 
案周書異記載。周穆王即位五十二年壬申歲二月十五日。 從過去史實所紀錄，以漢代印度摩騰、竺法蘭二尊者，魏書沙門曇謨最，加上近代虛雲法師等說法，
佛陀出生時間是周昭王在位二十四年甲寅歲四月八日，涅槃時間為周穆王在位五十二年壬申歲二月十五日為正確。所以佛陀涅槃時間離現今認知更久遠，約西元前1027年，若以此年號為佛曆，計算方法為佛曆減去1027年即西元年曆。如虛雲老和尚當時為佛曆二九八二，即西元一九五五年。

### 藏傳佛教
藏傳佛教格魯派，又傳有西元前1041年生，前961年滅之說。

## 種族相貌傳統記載

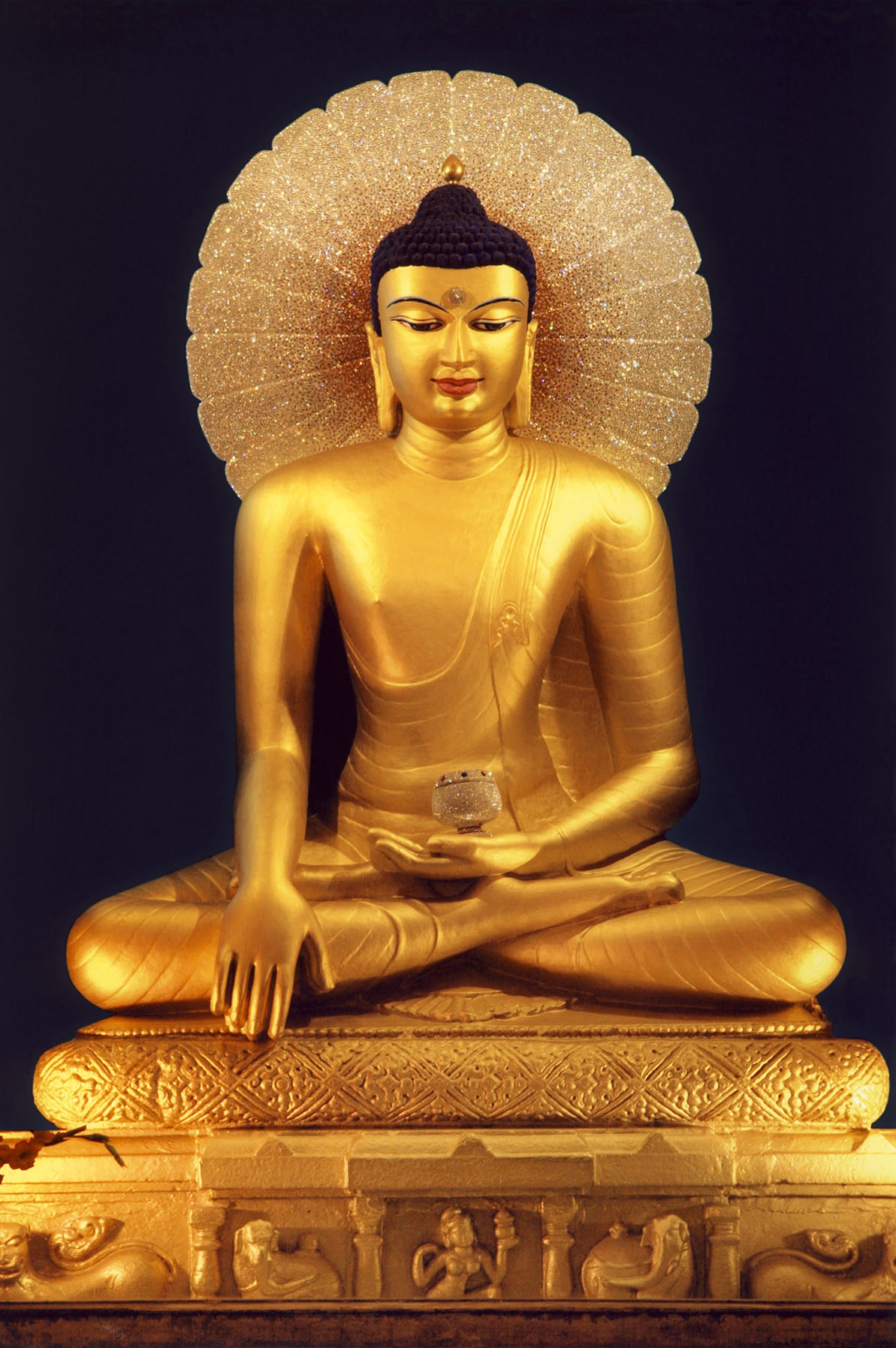
摩訶菩提寺三十五歲等身像

在《八十誦律》中記載，在迦葉波如來出世時，波羅痆斯城王為吉枳，百餘代後人喬達摩仙人有二子，有四名號，後代承襲自稱“日種”、“甘蔗種”，姓“喬達摩”；百餘代後，補多勒迦城增長王立幼子為儲，年長四子至雪山下弶伽河側，近劫比羅仙人所住之處，先結廬後立劫比羅城，再立天示城，因其“大能”而得名“釋迦”，其子孫萬代以為族名。釋迦牟尼的姨母稱為瞿曇彌（Gautamī），其父族與母族拘利族为同姓親族。毘琉璃王誅滅劫比羅城之時，城中部份人脫逃至末羅國和尼波羅國各地，另有傳說有四支釋迦族遷出在印度境內西北部另立四國。
按照印度人心目中的轉輪王外貌特徵，佛經記載釋迦牟尼擁有三十二大丈夫相，又有八十種好。佛陀因具足大丈夫相和福澤親族眷屬，而常比喻為“公牛王”（梵語：vṛṣabha, ṛṣabha，巴利語：usabha, nisabha），翻譯時或略為“牛王”。佛法也常比喻為牛王正道。
在《雜阿含經》中婆羅豆婆遮婆羅門稱佛陀為「領群特」即「領群之牛父」，而在相應的《別譯雜阿含經》中對應稱呼為旃荼羅，即婆羅門誤認釋迦牟尼為賤民。南傳《經集·無種姓者經》（有譯為《賤民經》）中的對應段落，婆羅墮闍婆羅門稱釋迦牟尼為「禿髮者」、「沙門」、「無種姓者」（梵語：vṛṣala，巴利語：vasala），其中的「無種姓者」即是賤民之義。《經集·孫陀利迦婆羅墮闍經》記載了另一個婆羅墮闍婆羅門與佛陀會面的情況：婆羅門只能從外貌上看出佛陀是「沒有頭髮者」和「沙門」，佛陀也不再宣稱自己的剎帝利種姓，進而婆羅門問佛陀是否是婆羅門，並要考問吠陀知識來驗證，婆羅門不能從外貌上判定出佛陀的種姓。
在佛陀在世時有六個部族全族信佛，在《巴利律藏·七百犍度》記載中，毘舍離結集雖然批判了六族中的毘舍離跋闍子比丘有十事非法，但對其地域族群名稱使用的依然是 vesāli（毘舍離）未至於 vasala（無種姓者、賤民）。

## 考證研究

### 姓名考證
現代有研究者認為釋迦族是剎帝利種姓，不應以婆羅門仙人的名字為姓氏。如中國語言學家季羨林宣稱，「喬達摩」（Gautama）是依照古印度貴族的習慣，借用婆羅門氏族名而取的另一個名字，非姓氏。

### 生卒年考證
佛陀生卒年考證，與佛教信仰本身關係不大，關切與爭論涉及到，從佛滅至阿育王灌頂之間，教派付法祖師的記載中，有五師三代或五師五代；在記載中的一百餘年或兩百餘年間，甚至更長的時間段內，祖師們和作為時間參照的諸王需要有足夠長的壽命，得以不間斷傳承。

#### 文獻考證
南傳《善見律毘婆沙》與《島史》記載，佛滅後218年，阿育王即位；漢傳佛教的文獻則記載，佛滅後116年，阿育王即位。西方學者基於南傳佛教對摩揭陀國王世系的記載，推算釋迦牟尼入滅時約為西元前五世紀早期，支持此論點的人有呂澂等人。
日本學界，質疑南傳記載中在這兩百餘年間斯里蘭卡只有五王相繼在位，和《島史》所稱阿育王時代第三次結集成立《論事》前佛教已經分裂為十八部派，如小野玄妙、宇井伯壽、水野弘元、平川彰等人，還有中國的印順法師，根據漢譯印度各部派三藏史獻的考證、比對及研究，認可阿育王即位於佛滅後116年。如果以佛滅116年為阿育王灌頂年，則釋迦牟尼涅槃約為西元前387年到前384年間。如果以佛滅116年為阿育王自立為王的一年，再過三年才灌頂，那末佛滅應為西元前390年到前387年間。

#### 考古發現
2013年，由考古學家康寧漢率領的國際考古隊，在藍毗尼的摩耶夫人廟內的一個磚造阿育王廟底下，挖掘出一個木造結構遺跡，研究人員以放射碳定年法和光釋光測年法，推斷該考古場址發現的木炭碎片和沙粒，推斷這個古代神廟存在於西元前6世紀。出土的木造結構設計中有個開放空間，似乎曾有一棵樹從這裡向外生長，地質學研究也支持這個寺廟中央露天地方有樹根存在。
這顆樹有可能是傳說中釋迦牟尼出生的無憂樹（一說為娑羅樹）。研究人員認為，如果這個古代神廟是由釋迦牟尼信徒所建，則釋迦牟尼可能生活於西元前6世紀之前。這可能是第一個將佛陀出生地，和他創立的佛教與特定年代連結起來的考古文物，但因為當地自古有崇拜樹神的傳統，這個神廟的興建是否與佛教有關，學界尚未得到一致共識。

### 種族考證
釋迦牟尼佛出身釋種，傳統上認為，他們出身剎帝利種姓，為雅利安人後裔，《增一阿含經》有記載稱，佛陀最初僧團的主體是迦葉三兄弟及其一千弟子，而釋迦族認為這些婆羅門「顏貌極醜」。
19世紀，德国社会学家马克斯·韦伯指出，現存婆羅門與剎帝利氏族的系譜有長久的偽造傳統。低階層婆羅門會為各地部落領導人偽造出身，讓他們可以成為剎帝利氏族。剎帝利氏族實際上可能是由印度各地土著部落各自發展出來的，並非單一起源於北方雅利安人。
1950年代，美國籍的立陶宛考古學家瑪利亞·金布塔斯提出墳塚假說，稱印度的雅利安人源自高加索白色人種，經過巴克特里亞·馬爾吉阿納文明體，由印度西北方，逐步往東南拓展。印度的雅利安人膚色比印度土著民族達羅毘荼人要淺白，外貌差距較大，學者曾較為普遍的認為，印度婆羅門以自身種姓為傲，輕視低種姓和印度原有民族，是其自認純粹雅利安人並對其他人種加以種族歧視。現代有學者據此認為，釋迦牟尼佛應不是純粹雅利安人。加上釋迦族僻處雅利安人國土邊緣，釋迦族的血統應出身自印度東方土著民族即黃色人種。
印順根據《雜阿含經》記載婆羅豆婆遮婆羅門誤認釋迦牟尼佛為領群特，或旃陀羅的事例，認為「領群特」可以解釋為「領群的特牛」，牸牛（vaśā：母牛）與毘舍離 vesālī 語音相近，釋迦族與毘舍離人有共同祖先，正統婆羅門有種族上的歧視，輕視毘舍離人，釋迦族因此也同樣遭到婆羅門的歧視；釋迦族的血統近於喜馬拉雅山脈土著人，如尼泊爾的克拉底人、內瓦爾人等、不丹人與錫金人，而非雅利安人，如尼泊爾的廓爾喀人等。
佛教傳統和學術研究的各種說法，目前皆缺少直接證據可以證實。

## 时代背景
在佛陀時代之前，上古原始印歐人遺留下來的信仰，被稱為吠陀教。他們經常會呼喚神的協助。在戰勝之後，則感謝神靈的幫助。他們並不怕死，並認為戰死之後可以光榮上升天堂。因此，古婆羅門教之中，充滿了許多祭祀的儀式，以及贊頌神的讚美詩。這些儀式及讚美詩都收在《吠陀經》，梵語是在宗教儀式中使用的唯一語言。負責宗教儀式的人，稱為婆羅門。負責戰鬥的武士階層，則稱為剎帝利。
但是印度東南部居民信奉的當地本土宗教，他們的代表人物，則是沙門。沙門崇尚出家苦行，在原野獨居，修道時不結婚生子，整日端坐不動以求進入禪定。他們不相信《吠陀經》中記載的仙神及升天之說，但他們相信輪迴轉世，認為今生所做所為（稱為業），會影響到來世的好壞。要脫離輪迴，唯一的方式就是通過苦行而得到解脫。《梨俱吠陀》中所說的「牟尼」，也是屬於沙門中的一種。
西元前第七、八世紀興起了《奧義書》信仰，與婆羅門教信仰不同，受到沙門傳統的影響，他們相信輪迴業報，崇尚禪定苦行，但是他們也相信古婆羅門經典，追求梵我合一。奧義書信仰以秘密傳授的方式，主要流傳在剎帝利階層中，後者對婆羅門階級不滿，認為宗教特權不能由他們獨佔。在後世，逐漸形成了婆羅門六派信仰中的數論、瑜伽二派。
佛教興起之前，印度有許多不同的宗教流派，但基本屬於婆羅門、沙門這兩種傳統。佛陀本人曾經向數論派的一名上師阿藍迦藍學習無所有處定，向鬱頭藍弗（Udraka Rāmaputra）學習無想定（Asamjni samapatti），也曾加入苦行沙門，一天只食一顆麻麥。因此也認為佛教興起之初屬於沙門團體的分支。在教義上，佛教與耆那教有許多相似的地方，這也是因為他們同屬於沙門傳統所致。

## 語言
釋迦牟尼佛的主要活動範圍，在恆河兩岸的憍薩羅國、摩揭陀國和毗舍離國之間，所以他說法使用的語言很可能是印度東部的方言摩揭陀語。佛滅後，弟子們編纂經典時使用的語言，也應該是摩揭陀俗語；但是隨著佛教傳播地區的逐漸擴大，在各種方言的影響之下，佛教語言不可能保持純粹單一。各方言本身也在演化，學者稱摩揭陀俗語後來演變為半摩揭陀語，在發現阿育王摩崖敕令和石柱刻文後，學者對於摩揭陀俗語開始有了更多的了解。
根據南傳佛教覺音等人的說法，現存的巴利語就是摩揭陀方言，也就是佛陀所使用的語言。但是古印度語言學研究者認為，巴利語應該是來自印度西部的方言，與源自東部的摩揭陀語不同，但它很可能受到摩揭陀語的影響，從而接受了它的某些特徵。
佛教的理論是關於解脫的理論，語言只是工具而不是目的，所以佛陀拒絕弟子要求依婆羅門傳統以梵語為統一的傳教語言，而允許弟子以自己的方言語音來持誦佛陀所說教法。因此早期的佛教經典不以梵語誦持，經律到後來才混合梵語進而出現梵語版本。

## 史學界觀點
存世最早的佛经文本犍陀羅佛教原稿的書写时间，在西元前1世紀至3世紀之间，悉達多·喬達摩的事蹟，在生前及死后二百余年内，并无任何历史文獻记载。西元前249年，阿育王於蘭毘尼所立的阿育王石柱上，有如下文字：「释迦牟尼生于此地，石栏石柱为至尊而立，蘭毘尼之税收减至八分之一…」。
在歷史研究者看来佛陀生平的描述多属于訴諸默認，更多基于訴諸無知的后世描述中悉達多的生平常伴随超自然现象。豪族/部落领袖之子出家成道是沙門運動时期故事的常见主题，耆那教中与喬達摩同时代的笩駄摩那有着非常类似的故事。不過根據佛教典籍記載佛陀於拘屍那伽示現大涅槃時笩駄摩那早已離世，史學研究還有待考量。

## 其他宗教對於乔达摩·悉达多的看法
- 摩尼教認為釋迦牟尼佛是地位至高的明父所派遣的使者之一[95]。
- 印度教教內的多數教派聲稱釋迦牟尼佛是毗湿奴的十大化身當中的第九個化身，他出现的目的是否定婆羅門所進行的犧牲式祭祀儀式的正當性和提倡不殺生，也要誘使一些智根淺薄的凡人远离吠達经典，但也有个别教派聲稱情況並非如此。
- 道教稱佛陀為金仙並聲稱其知曉前際及後際等等[96]。
- 許多历史學家认为關於受到基督教的一些信奉者所敬崇的民間聖人贝尔拉姆与约瑟伐特的故事取材自《普曜經》所記載的關於乔达摩·悉达多的故事[97]。
- 更正教傳教士艾約瑟司牧聲稱釋迦文佛只是世上的一個賢智之人，而不是主宰萬物的神靈，而且他早已去世，故此崇拜他此舉無法帶來益處，更會招致罪罰[98]。艾約瑟司牧也聲稱釋迦如來只是由造物主所造生的一個凡人，雖為大覺者，但仍只是一個自了漢，故不應該受到崇拜[99]。更正教傳教士楊格非司牧亦聲稱佛陀一詞的意思是覺者，他聲稱釋迦牟尼只是一個出家人，而不是主宰者，其他所謂的佛陀更不是真實存在的，此外，他聲稱按照佛書所言，菩薩一詞其實最初只是被用來指學佛者，而不是被用來指在天上操權的神佛，他聲稱由於作為釋迦牟尼佛的弟子的菩薩實際上只是凡人，因此祂們根本不應該被視為上帝[100]。然而，原始佛教認為釋尊瞿曇本來就是一個否認梵神造出萬物的沙門，他致力以四聖諦及八正道教化眾生，而不打算以神通拯救世人[101]。
- 天主教羅馬教廷於1965年所發表的宣言《教會對非基督宗教態度》宣稱包括印度教及佛教在內的許多宗教教內都有着一些神聖的元素，並且表示天主教教眾應該以溫和的態度對待其他宗教的信奉者[102]。天主教的一些神職人員聲稱這並不意味着信奉其他宗教的人能夠單單因信奉這些宗教一事而獲得救恩，而是意味着根據天主教教義，由於天主是一切美善的事物的源頭，因此這些人可能會因致力追求這些宗教的教義中的美善的元素一事而得救，某程度上算是透過遵奉天主所賜的話語來跟隨基督，但他們也聲稱使用這一方法來獲得成功此舉是很危險的，故此信奉天主教此舉仍是最穩妥的方法[103]，佛教及道教等其他一些宗教雖提倡許多美德[104]，但仍不是完全了解至高神的旨意的宗教[105]。此外，這些神職人員聲稱，按照這一理則，與其他所有凡人一樣，佛祖本人也是按照造物主的肖像被造生出來的，故此佛祖所給予的教誨自然包含了美善的元素，他們聲稱雖然佛家不相信有神靈，但是其原因不是佛家弟徒是自大的人，而是他們認為一切苦痛都源自於內心，故應以淨化自己的內心直到其達到四大皆空這個境界一事為優先事項，他們聲稱佛家思想與天主教教義之間有不少相似之處，佛家弟徒與其他不少宗教的信奉者一樣，可能通過深刻的思考 悟出了一些關於人生意義的道理，或者在不同的情況下得到了一些模糊的啟示等等，因而形成了各自的思想體系，儘管這種啟示所透露出來的訊息很多時候都是模糊不清的，而且人們自己很容易誤解了這些訊息的意思，不過其思想中的美善的元素仍然能夠被用來使人們更容易接受默西亞所宣揚的福音[106]，然而，後來出現的民間佛教製造了各種各樣的神偶，導致帶有迷信色彩的習俗使原始的佛家思想被掩蓋[107]。
- 宣稱各大宗教同出一源的巴哈伊教認為佛陀是惟一真神所派遣的顯明祂的形象的許多人的其中一位[108]。
- 在吸收了儒教、道教、佛教、天主教及伊斯蘭教等一些宗教的部份教義的情況下形成的、流行於越南的新興宗教高臺教認為最早誕生的高臺神在宇㣙初現時化生了佛母，接着圣佛母使世間萬物出現，故此圣佛母的地位被認為高於其他很多神靈的地位，但祂仍須聽從高臺神所下的命令[109]。高臺教認為燃燈佛及釋迦牟尼佛等眾多圣賢都是高臺神派來教化世人的[110]。
- 在日本被創立的幸福科學教是把許多宗教的部份教義融合為其自身的教義的新興宗教。幸福科學教聲稱凡人是由佛所造生的，並且聲稱人所能獲享的永生亦是由佛所賦予的[111]。幸福科學教教義中地位至高的神靈名為「爱尔康大灵」（日语：エル・カンターレ），其聲稱祂有着至高的地位，就像一顆恆星的核心地位，其他神靈的地位只如行星及衛星的地位[112]:82。

## 相關列表

### 家譜
以下為釋迦牟尼的家譜：
- 七世祖大善生王。
- 六世祖師摩懿王。
- 高祖憂陀羅王。
- 曾祖瞿羅王。
- 祖父师子颊王（英语：Sihahanu）[114]，與妻子迦旋娜（Kaccanā）育有四子[115]。
- 父親：前6世紀印度迦毗羅衛國淨飯王，是由迦毗羅衛城的上層階級所推選出來的執政官，釋迦族中一位德高望重的國王，同時也是一位剎帝利(屬於武士階級的國王)。

### 家庭
- 生母：拘利族天臂城主善覺大王的胞妹摩耶(大幻化夫人，天示城善悟王的女兒)。生釋迦牟尼，產後七日病逝。
- 繼母、姨母或乳母：摩訶波闍波提·瞿曇彌（Mahāprajāpati Gautamī，也譯為「大愛道·瞿曇彌」）。大幻化夫人之妹，天示城善悟王的女兒。大乘佛教佛陀傳記說大愛道·瞿曇彌是釋迦牟尼的姨母。
- 姊妹：公主難陀，淨飯王所生，母不詳。
- 弟弟：王子難陀，淨飯王所生，母不詳。
- 正妻：耶輸陀羅，释迦牟尼佛的表妹。與释迦牟尼結婚並育有一子羅睺羅。
- 長子：羅睺羅，7歲出家，成為释迦牟尼的弟子之一。
- 另有兩名夫人虞閉迦、蜜里誐惹[116]，皆無子女。

### 父系親戚
- 姑婆耶输陀罗（與釋迦牟尼妻子同名，祖父师子颊王之妹），婚配天臂城主阿拏釋迦王[113]
- 二叔白飯王，育有2子[115][117]
  - 堂兄提婆达多
  - 堂弟阿難（十大弟子之一）
- 三叔斛飯王，育有2子[115][117]
  - 堂弟摩诃男（五比丘之一）
  - 堂弟阿尼律陀（十大弟子之一）
- 四叔甘露飯王，育有2子[115][117]
  - 堂弟婆娑
  - 堂弟跋提（即小賢，五比丘之一）
- 姑姑甘露（善覺王妃）[113]

### 母系親戚
外公天臂城主阿拏释迦王，婚配外婆耶输陀罗，育有三名舅舅、一名姨姨：
- 大舅天臂城主善觉王
  - 表弟提婆
  - 表妹兼妻子耶输陀罗
- 二舅阿若憍陈如（摩耶夫人之弟、五比丘之一）[118]
- 三舅十力迦葉（摩耶夫人之弟）[118]
- 小姨摩诃波阇波提
- 親戚阿说示（五比丘之一）[118]

### 師長
- 文化導師：毘奢婆蜜多罗[119]
- 武藝導師：羼提提婆[120]

## 文藝作品
- 《西遊記》中的如來佛祖。
- 日本漫畫家手塚治虫漫畫作品《佛陀》(1972年)。
- 佛光山釋星雲《釋迦牟尼佛傳》(1955年)。
- 「浴佛節」所供之佛像，多取幼年時悉達多太子一手指天、一手指地之形象。

## 影視形象
- 《佛典故事》（1986年日本OVA動畫）：田中秀幸配音。
- 《小活佛》（1993年）：基努·李維飾演成年悉達多太子直至證道成佛。
- 《佛陀》(2011～2014年日本動畫電影)：吉岡秀隆配音。
- 《釋迦牟尼佛傳》（2013年香港電影）：徐天佑和呂良偉分別飾演少年和成年悉達多。
- 《佛陀》（2014年電視劇）：希曼叔·索尼（Himanshu Soni）飾演成年悉達多；維謝什·班薩 (Vishesh Bansal)飾演幼年悉達多。